# Kaltitartessus mouldsi
Kaltitartessus mouldsi är en insektsart som beskrevs av Evans 1981. Kaltitartessus mouldsi ingår i släktet Kaltitartessus och familjen dvärgstritar. Inga underarter finns listade i Catalogue of Life.